# Ostrvo
Ostrvo (auch Ostrovo, serbisch-kyrillisch Острво, serbisch für Insel) ist eine ehemalige Insel in der Donau in Serbien.
Sie lag östlich von Belgrad bei Kostolac und war mit einer Länge von 20 km und einer Breite von 3 km bei rund 60 km² Fläche die größte Insel des Landes. Die Insel war besiedelt, im Westteil befand sich ein Dorf. Bis zum Ersten Weltkrieg war die Insel Teil von Österreich-Ungarn. Seit 1941 umfließt die Donau das Gebiet nur noch im Norden. Der ehemalige Südarm des Flusses existiert in diesem Bereich nur noch teilweise in Form von kleineren Altarmen.

## Ostrvo heute
Die ehemalige Insel Ostrvo ist heute ein gleichnamiges Dorf mit 506 Einwohnern.